# Магомедов, Сиражудин Ахмедович
Сиражудин Ахмедович Магомедов (род. 10 февраля 1987, Тляратинский район, Дагестанская АССР) — российский дзюдоист, чемпион и призёр чемпионатов России и Европы, чемпион и призёр командных чемпионатов мира, мастер спорта России международного класса. Член сборной команды страны в 2007-2017 годах. Выступал за команды Дагестана и Пермского края. Выпускник Дагестанского государственного университета по специальности «Финансы и кредит». Оставил спорт 17 декабря 2017 года. Живёт в Перми.
Тренер женской сборной России.

## Спортивные достижения
- Чемпионат России по дзюдо 2005 — ;
- Чемпионат России по дзюдо 2007 — ;
- Чемпионат России по дзюдо 2008 — ;